# Columbia River (circonscription britanno-colombienne)
Pour les articles homonymes, voir Columbia.
Circonscription électorale provinciale du Canada
Columbia River est une ancienne circonscription provinciale de la Colombie-Britannique représentée à l'Assemblée législative de la Colombie-Britannique de 1966 à 1991.

## Liste des députés
| Législature                                       | Années                           | Député                           | Député                           | Parti                            |
| Columbia River Issue de Columbia                  | Columbia River Issue de Columbia | Columbia River Issue de Columbia | Columbia River Issue de Columbia | Columbia River Issue de Columbia |
| ------------------------------------------------- | -------------------------------- | -------------------------------- | -------------------------------- | -------------------------------- |
| 28e                                               | 1966–1969                        |                                  | James Roland Chabot              | Créditiste                       |
| 29e                                               | 1969–1972                        |                                  | James Roland Chabot              | Créditiste                       |
| 30e                                               | 1972–1975                        |                                  | James Roland Chabot              | Créditiste                       |
| 31e                                               | 1975–1979                        |                                  | James Roland Chabot              | Créditiste                       |
| 32e                                               | 1979–1983                        |                                  | James Roland Chabot              | Créditiste                       |
| 33e                                               | 1983–1986                        |                                  | James Roland Chabot              | Créditiste                       |
| 34e                                               | 1986–-1991                       |                                  | Duane Delton Crandall            | Créditiste                       |
| Columbia River Issue de Columbia River-Revelstoke |                                  |                                  |                                  |                                  |